# 마그나 그라이키아

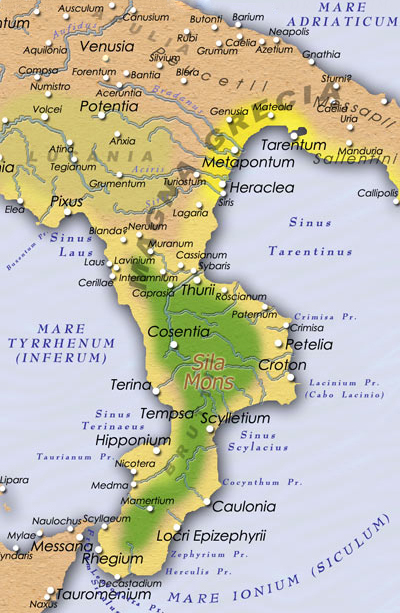
기원전 280년경의 마그나 그라이키아

마그나 그라이키아(라틴어: Magna Graecia 대 그리스, 그리스어: Megalê Hellas/Μεγάλη Ἑλλάς)는 기원전 8세기경 그리스 정착민들이 식민화한 이탈리아 남부와 시칠리아 지역을 일컫는다. 그리스인들은 이 땅에 그리스 문명의 흔적을 남겼다.

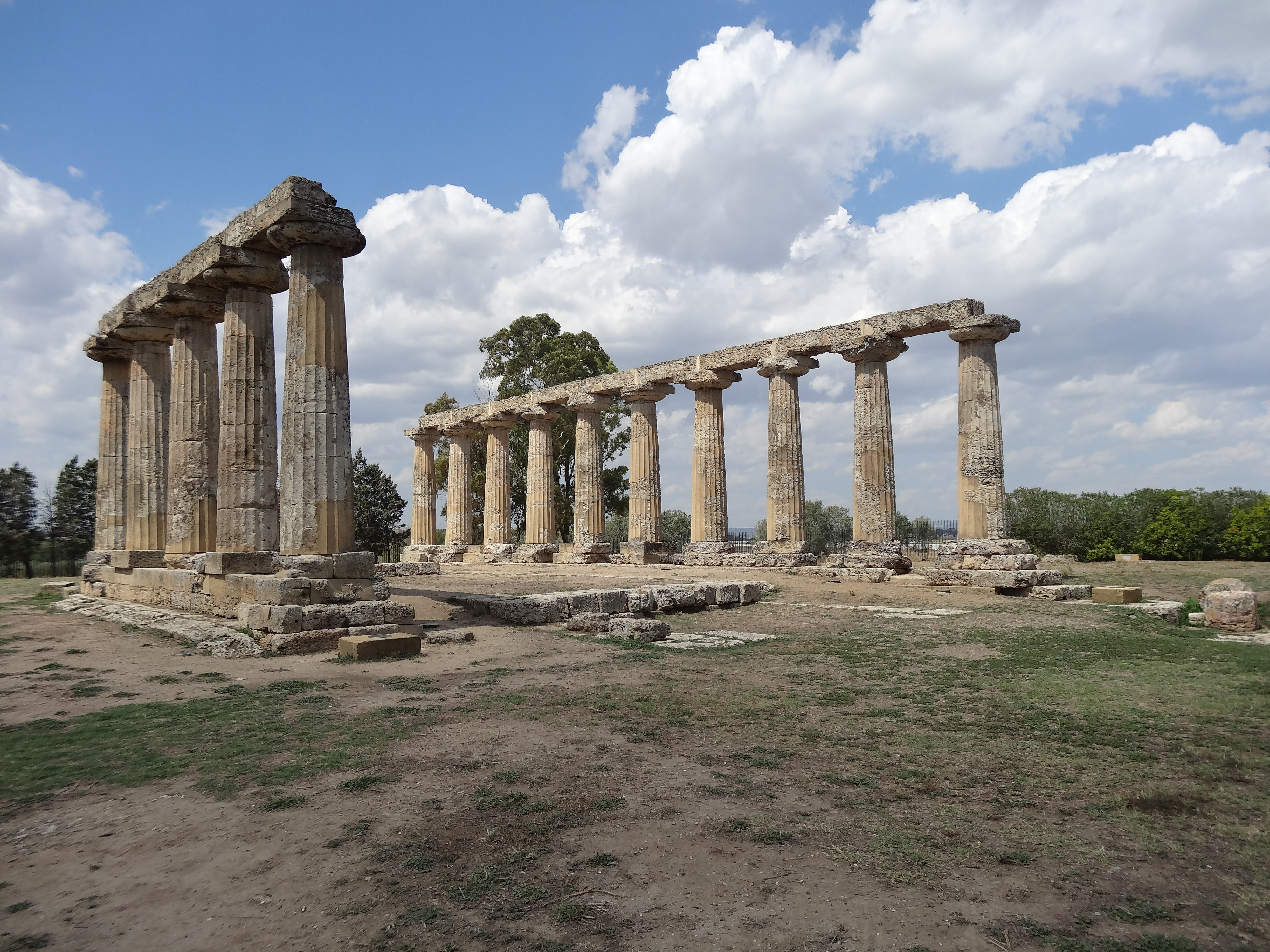
이탈리아 마테라, 메타폰토의 헤라 신전.

## 역사

### 고대
기원전 8세기와 7세기에, 사회 위기(기근이나 인구 과잉) 등 다양한 이유 때문에 그리스인들은 새로운 상업 판로와 항구를 찾아 고국을 떠나 이탈리아 남부에 정착하게 되었다.(Cerchiai, pp. 14-18) 당시 흑해 동부 해안이나 마실리아(마르세유) 등 본국과 멀리 떨어진 곳에도 그리스 식민지들이 들어섰다. 이탈리아 남부와 시칠리아도 그리스의 그러한 식민지였다. 로마인들은 이 지역을 마그나 그라이키아(Magna Graecia, '대 그리스')라고 불렀는데, 이 곳에 그리스인들이 매우 많았기 때문이었다. 고대의 지리학자들은 이 지역이 시칠리아를 포함하는지 아니면 단순히 풀리아와 칼라브리아 지방만 뜻하는지 이견을 보였다. 스트라보는 넓은 정의를 옹호한 유력한 학자였다.
식민화를 통해 그리스 문화와 고대 그리스어의 방언, 종교 의식과 폴리스의 전통도 이탈리아에 수입되었다. 원래 그리스 문화가 발달했으나, 이후 토착 이탈리아 문화와 라틴 문명과 교류하게 된다. 가장 중요한 문화적 유산은 칼키스와 쿠마에의 그리스 알파벳 변형으로, 이것을 에트루리아인들이 받아들였고 나중에 이 고대 이탈리아 알파벳이 라틴 알파벳으로 진화하여 오늘날까지 세계에 널리 쓰이게 되었다.
카푸아(Capua), 네아폴리스(Neapolis, Νεάπολις, 나폴리), 시라쿠사(Syracusae), 아크라가스(Acragas), 시바리스(Sybaris, Σύβαρις) 등 여러 신생 그리스 도시들은 매우 부유하고 강력했다. 마그나 그라이키아에 속하는 다른 도시들로는 타렌툼(Tarentum Τάρας), 로크리스(Epizephyrian Locris, Λοκροί), 레기움(Rhegium, Ρήγιον), 크로톤(Croton, Κρότων), 투리(Thurii, Θούριοι), 엘레아(Elea, Ελέα), 놀라(Nola, Νώλα), 안코나(Ancona, Αγκών), 시에사(Syessa, Σύεσσα), 바리(Bari, Βάριον) 등이 있다.

### 중세
초기 중세 시대에 고트 족의 침략을 겪은 뒤 비잔티움 제국이 마그나 그라이키아 지역을 느슨하게 지배했다. 성상 파괴를 옹호한 황제 레오 3세는 이 땅에서 로마 교황의 권한이 유효함을 승인했으며, 동부 제국은 롬바르드의 침공 전까지 이탈리아 관구의 형태로 이 땅을 엉성하게 지배하다가 나중에 노르만인에게 빼앗겼다. 비잔티움 문화는 그리스어를 쓰는 사람들(eredi ellenofoni)을 통해 이 지역의 문화적 뿌리를 이루었다.
이탈리아 남부의 그리스인 주민들은 완전히 라틴화되었고(파이스툼의 경우는 기원전 4세기에 이미 라틴화되었다) 더 이상 그리스어를 쓰지 않지만 아직도 칼라브리아나 대부분 살렌토반도에 그리코(Griko)어를 쓰는 소수 집단이 있다. 그리코란 고대 도리아와 비잔티움 그리스어와 이탈리아 언어의 요소를 결합한 언어를 일컬으며, 마그나 그라이키아 지역의 일부 주민들이 쓰고 있다. 그리코어 전승과 구전이 많이 전해오고 있으나, 오늘날에는 수천명이 쓰고 있으며, 그 중 상당수는 주변 이탈리아 언어권에 흡수되고 있다. 마그나 그라이키아에 대한 기록들은 대개 그리스어이며 (비잔티움의 이탈리아 남부 지배가 끝나는) 11세기까지 지속되었다.

### 현대 이탈리아
오늘날 약 30,000명의 그리코어 사용자 소수 집단이 칼라브리아와 아풀리아 지역에 분포하고 있다. 현대 그리코는 헬레니즘 시대에 지중해에서 널리 쓰인 코이네 그리스어와 깊은 관련이 있지만, 도리아 그리스어의 일부 요소도 보존하고 있다고 하며, 혹자는 이 언어의 기원이 원래 마그나 그라이키아의 고대 식민시에서 기원한 것이라 보기도 한다.

## 같이 보기
- 그리스의 식민지
- 그리스 디아스포라
- 그리코어

## 참고
- Luca Cerchiai, Lorena Jannelli, Fausto Longo, Lorena Janelli, 2004. The Greek Cities of Magna Graecia and Sicily (Getty Trust) ISBN 0-89236-751-2
- T. J. Dunbabin, 1948. The Western Greeks
- A. G. Woodhead, 1962. The Greeks in the West